# Stenocranus minuta
Stenocranus minuta är en insektsart som först beskrevs av Fabricius 1787.  Stenocranus minuta ingår i släktet Stenocranus och familjen sporrstritar. Inga underarter finns listade i Catalogue of Life.